# رأس‌الغول (شخصیت کمیک)
رأس الغول (عربی: رأس الغول) یک شخصیت خیالی ابرشرور در کتاب‌های کامیک آمریکایی منتشر شده توسط دی‌سی کامیکس است که اغلب به عنوان دشمن شخصیت ابرقهرمان بتمن و کماندار سبز محسوب می‌شود. او در کنار دشمنی با بتمن و کماندار سبز ، دیگر قهرمانان جهان دی‌سی نیز درگیر است. شخصیت رأس‌الغول توسط دنیس اونیل و نیل آدامز خلق شده‌است؛ و برای اولین بار در شمارهٔ ۲۳۲ مجموعه کمیک بتمن (ژوئن ۱۹۷۱) حضور پیدا کرد.
او رهبر گروه لیگ قاتلان، پسر سنسِی؛ پدر تالیا الغول، نیسا رعتکو و دوسان الغول و پدربزرگ دیمین وین (از سمت مادر) فرزند بتمن است. نام او عربی است و در کمیک‌ها به «سر دیو» ترجمه شده‌است، اما در اصل توسط سازندگان تحت نام ریش الغول تلفظ شده‌است. رأس‌الغول در مجموعه تلویزیونی کماندار خود را اهریمن و سر شیطان معرفی کرده است. او یک عرب است .
رأس الغول تا کنون در رسانه‌ها و اقتباس‌های مختلفی حضور داشته است. این شخصیت توسط دیوید وارنر در بتمن: مجموعه پویانمایی، لیام نیسون در سه‌گانه شوالیه تاریکی، جیسون آیزکس در بتمن: پشت نقاب سرخ، دی بردلی بیکر در مجموعه بازی‌های ویدئویی بتمن: آرکهام، مت نیبل در مجموعه تلویزیونی ارو ورس و الکساندر صدیق در گاتهام به تصویر کشیده شده‌است.

## طول عمر
هنوز سن اصلی راس الغول به‌طور دقیق مشخص نشده اما سن تخمینی این شخصیت بیش از ۵۰۰ سال تعیین شده‌است. او دارای طول عمر و زندگی جاودانه به سبب استفاده از چشمه لازاروس پیت است که واقع در نانداپاربات یا قلعه رأس‌الغول در عربستان می‌باشد.